# 토미카히어로 시리즈
토미카히어로 시리즈(일본어: トミカヒーローシリーズ)는 TV 도쿄 계열의 드라마이다.

## 작품 소개
- 《토미카히어로 레스큐포스》
- 《마탄전기 류켄도》 魔弾戦記リュウケンドー
- 《토미카히어로 레스큐파이어》